# Autópálya M70
Autópálya M70 (ungarisch für ‚Autobahn M70‘) ist eine vierspurige ungarische Autobahn und verbindet die bestehende Autobahn M7, die von Budapest über den Plattensee nach Nagykanizsa und weiter nach Zagreb führt, mit Slowenien.
In Letenye bei Nagykanizsa setzt die M70 den Verlauf der Europastraße 71 in Richtung Nordwesten zu der slowenischen Autobahn A5 fort, die durch das nordostslowenische Gebiet Prekmurje weiter nach Maribor führt.
Von dort aus gibt es eine Anbindung an die slowenische Autobahn A1 nach Südwesten in Richtung Ljubljana (und weiter nach Rijeka (Kroatien), Triest (Italien) und Venedig (Italien) sowie nach Norden in Richtung Graz (Österreich)).

## Streckenfreigaben
| Abschnitt                                        | Länge   | Inbetriebnahme                                              |
| ------------------------------------------------ | ------- | ----------------------------------------------------------- |
| Letenye (Autobahndreieck M7) – Tornyiszentmiklós | 18,6 km | November 2004 (1. Fahrbahn) 13. Dezember 2019 (2. Fahrbahn) |
| Tornyiszentmiklós – Slowenische Grenze           | 2,0 km  | Herbst 2005                                                 |

## Abschnitte als Europastraße
Folgende Europastraßen verlaufen entlang der Autópálya M70:
- E 653: Slowenische Grenze–Autobahnkreuz M7

## Verkehrsaufkommen
Aufgrund der Schengengrenze können Slowenien, Italien oder andere EU-Mitgliedstaaten ohne Unterbrechung auf der Autobahn erreicht werden (Grenzkontrolle).
Durchschnittlicher täglicher Verkehr auf der Autobahn
| Abschnitt                                             | DTV    |
| ----------------------------------------------------- | ------ |
| Letenye (Kreuz M7 – Letenye)                          | 13.009 |
| Tornyiszentmiklós (Tornyiszentmiklós – Grenzübergang) | 12.050 |

## Gebührenpflichtige Strecken
Die M70 in Ungarn ist fast komplett gebührenpflichtig.
Siehe auch Maut in Ungarn

### Komitatsweite Vignette
Seit dem 1. Januar 2015 kann die Autobahn M70 mit einem nationalen E-Aufkleber oder der folgenden komitatsweit geltenden Vignette benutzt werden:
| Komitat | Verwendbarer Abschnitt                                                         |
| ------- | ------------------------------------------------------------------------------ |
| Zala    | ab dem Autobahnkreuz M7 bis nach Tornyiszentmiklós-Grenzübergang (volle Länge) |